# Otwarty Uniwersytet Izraela
Otwarty Uniwersytet Izraela (hebr. האוניברסיטה הפתוחה, HaUniversita HaPtukha) – izraelska uczelnia znajdująca się w mieście Ra’ananna. Prowadzi nauczanie na odległość.
Nie istnieje centralny kampus ani sztywny harmonogram zajęć. System nauki jest dostosowany do potrzeb tych, którzy pełnią służbę wojskową lub mają obowiązki rodzinne. Każdy program kształcenia ma specjalnie przygotowane podręczniki, zawierające materiały szkoleniowe i ćwiczenia.

## Historia
Koncepcja utworzenia wyższej uczelni kształcącej na odległość powstała w Izraelu w 1971. Rada Szkolnictwa Wyższego wyznaczyła wówczas specjalny komitet do zbadania potrzeb edukacyjnych Izraela. Na czele komitetu stanął prof Wilbur Schramm z Uniwersytetu Stanforda. Opracowując koncepcję działania uczelni wzorowano się na rozwiązaniach stosowanych na brytyjskim Open University. Po szczegółowej analizie, Komisja Schramma w dniu 15 września 1972 zaleciła utworzenie Otwartego Uniwersytetu w Izraelu.
19 sierpnia 1973 rząd Izraela podjął decyzję o utworzeniu wyższej uczelni kształcącej na odległość. Przy podejmowaniu tej decyzji kierowano się rekomendacjami Komisji Schramma i Fundacji Rothschildów, która wzięła na siebie odpowiedzialność za utworzenie uniwersytetu i finansowania pierwszych lat jego działalności. 2 października 1973] Rada Szkolnictwa Wyższego wydała zezwolenie na utworzenie Otwartego Uniwersytetu Izraela.
Pod koniec 1974 zespół założycielski uniwersytetu ukończył prace przygotowawcze. Pierwszy semestr nauki rozpoczął się 17 października 1976. W dniu 18 czerwca 1980 Rada Szkolnictwa Wyższego upoważniła uniwersytet do nadawania tytułu licencjata.
21 stycznia 1984 w ramach uniwersytetu otworzono Szkołę Techniki, która przez pierwsze lata działalności była finansowana przez Fundację Rothschildów i Fundację Barecha. Od 1996 uniwersytet może przyznawać tytuł magistra.
Źródło danych: Open University of Israel.

## Wydziały
Uniwersytet posiada dziewięć jednostek akademickich:
- Departament Historii, Filozofii i Studiów Judaistycznych
- Departament Literatury, Języka i Sztuki
- Departament Edukacji i Psychologii
- Departament Zarządzania i Ekonomii
- Departament Socjologii, Politologii i Komunikacji
- Departament Matematyki i Informatyki
- Departament Nauk Przyrodniczych
- Departament Języka Angielskiego[6].
- Szkoła Technologii[7].

Otwarty Uniwersytet Izraela zawarł porozumienia z innymi izraelskimi uniwersytetami, które umożliwiają studentom dowolne dostosowywanie systemu kształcenia do swoich potrzeb. Istnieje możliwość rozpoczęcia edukacji na Uniwersytecie Otwartym, by później przejść do innego uniwersytetu. Ten system umożliwia skrócenie czasu studiów. Począwszy od 2006 istnieją następujące możliwości transferów:
- Uniwersytet Telawiwski – nauki humanistyczne, społeczne, ekonomia, inżynieria
- Uniwersytet Hebrajski – nauki społeczne, ekonomia, socjologia, rolnictwo, informatyka
- Uniwersytet w Hajfie – nauki społeczne, ekonomia
- Uniwersytet Ben Guriona – inżynieria, nauki społeczne, ekonomia
- Uniwersytet Bar-Ilana – nauki społeczne, ekonomia
- Technion – na 14 różnych wydziałów[8].

## Centra nauki

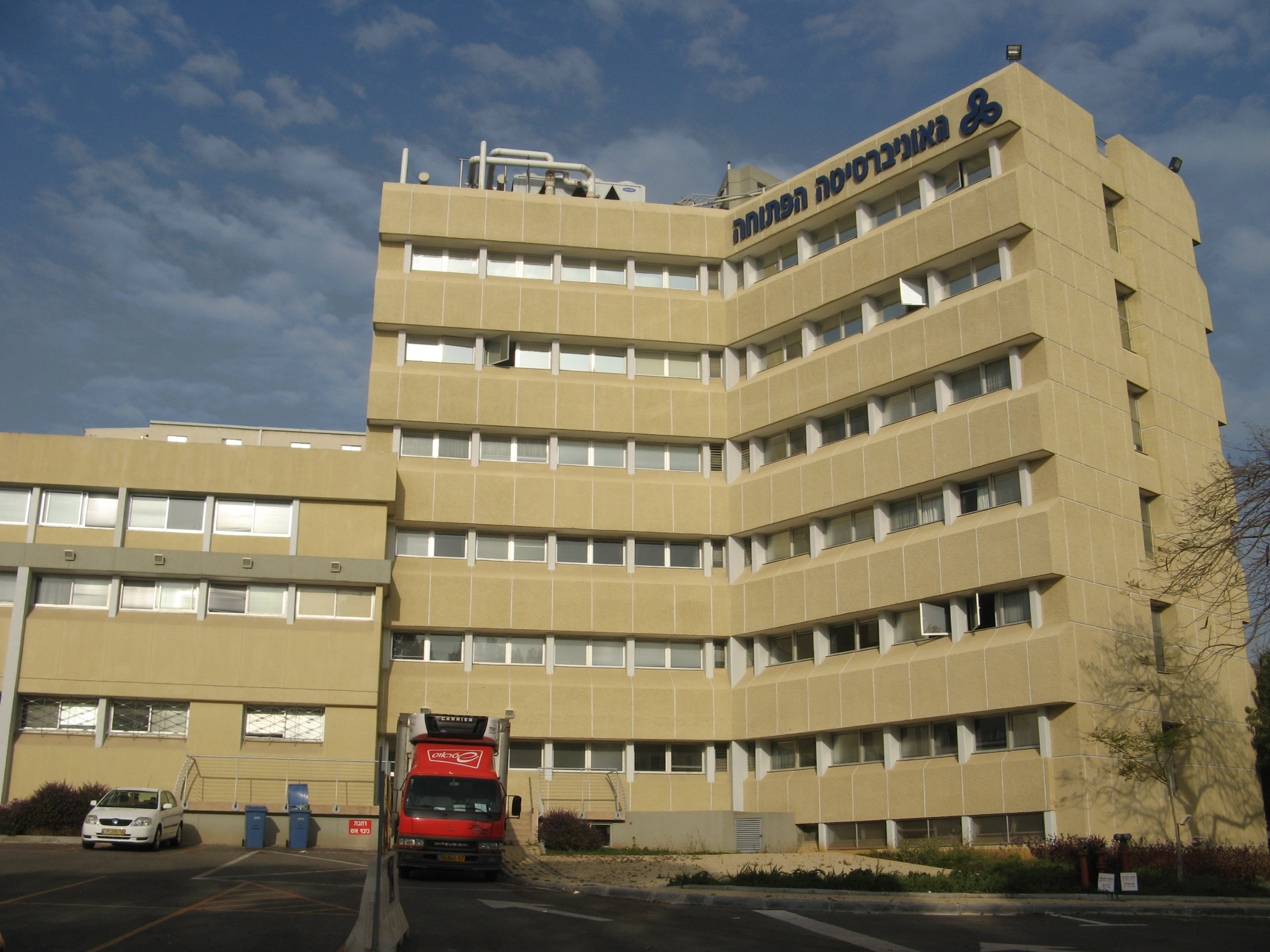
Otwarty Uniwersytet Izraela

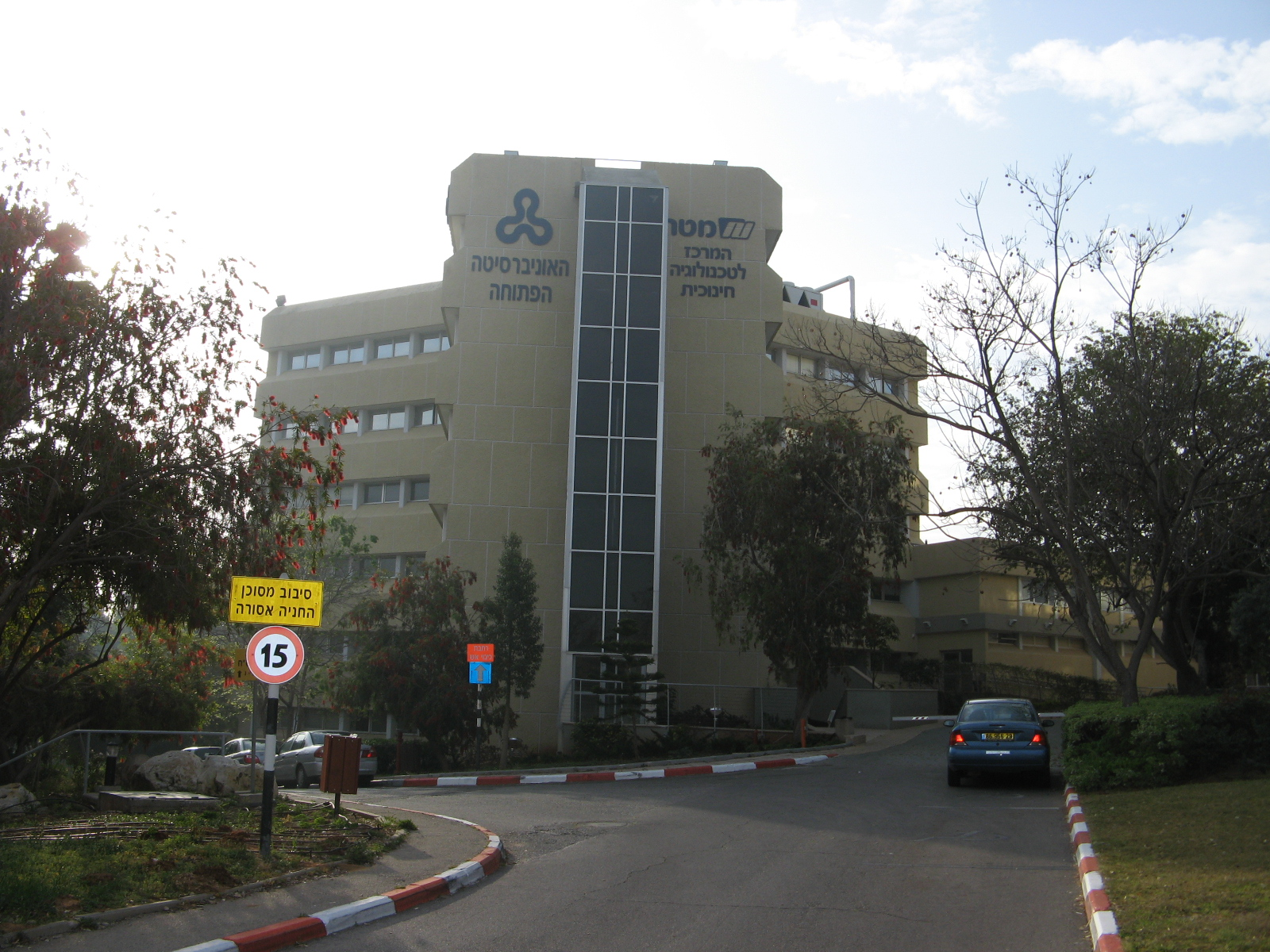
Otwarty Uniwersytet Izraela

Uniwersytet posiada 50 centrów nauki rozrzuconych po całym terytorium kraju. Dzięki temu dostęp do edukacji jest ułatwiony dla wszystkich studentów.

### Dystrykt Północny
W Dystrykcie Północnym znajduje się 8 centrów nauki:
- Afula – Ben Gurion School
- Karmiel – Megadim youth center
- Kaukhab el Higa – Kaukhab Center
- Masade – Atid Vocational High School
- Nazaret – Nazareth Study Center
- Kacrin – Kacrin College of Management
- Tamra – Tamra
- Tyberiada – The Open University (Holiday Inn)

### Dystrykt Hajfy
W Dystrykcie Hajfy znajduje się 5 centrów nauki:
- Giwat Hawiwa (kibuc) – Bet Cewi Luria
- Hadera – Matnas Giwat Olga
- Hajfa – The College of Management, Beit Biram, Kirjat Chajjim High School

### Dystrykt Centralny
W Dystrykcie Centralnym znajduje się 10 centrów nauki:
- Bet Berl – Bet Berl College
- Kefar Sawa – The College of Management - Kfar Saba
- Modi’in-Makkabbim-Re’ut – Multidisciplinary Center
- Nes Cijjona – Eszkol Payis Mada'im
- Netanja – Hermelin College
- Petach Tikwa – Petah Tiqva College
- Ra’ananna – Ra’ananna College, The Open University Campus
- Ramla – The Open University
- Rechowot – Rehovot College

### Dystrykt Tel Awiwu
W Dystrykcie Tel Awiwu znajduje się 11 centrów nauki:
- Bat Jam – Bat Jam College
- Holon – Keren Yeda LeAcademaim
- Ramat Gan – Ramat Gan College
- Ramat ha-Szaron – Hakfar Hayarok
- Tel Awiw-Jafa – Tichon Hadash, College of Management Ginat, MUZIC, Minshar School of Art, Avni Institute, The Open University (Ramat Aviv Campus), Alliance High School

### Dystrykt Jerozolimy
W Dystrykcie Jerozolimy znajdują się 4 centra nauki:
- Jerozolima – Technological Garden, Haredi College, College of Management - Jerusalem, Haohalim Campus

### Dystrykt Południowy
W Dystrykcie Południowym znajdują się 4 centra nauki:
- Aszdod – Ashdod College
- Beer Szewa – Beit Yatziv, The Negev College, Beer Sheva Arabic College
- Ejlat – The Open University
- Rahat – Rahat College

### Dystrykt Judei i Samarii
W Dystrykcie Judei i Samarii znajduje się 1 centrum nauki:
- Ma’ale Adummim – Maale Adumim Regional College